# Nami Matsuyama
Nami Matsuyama (en japonés: 松山奈未, Matsuyama Nami; Kitakyushu, 28 de junio de 1998) es una deportista japonesa que compite en bádminton.
Participó en los Juegos Olímpicos de París 2024, obteniendo una medalla de bronce en la prueba de dobles (junto con Chiharu Shida). En los Juegos Asiáticos de 2022 consiguió una medalla de bronce en la prueba de equipo.

## Palmarés internacional
| Juegos Olímpicos | Juegos Olímpicos | Juegos Olímpicos  | Juegos Olímpicos |
| Año              | Lugar            | Medalla           | Prueba           |
| ---------------- | ---------------- | ----------------- | ---------------- |
| 2024             | París (Francia)  | Medalla de bronce | Dobles           |
| Juegos Asiáticos |                  |                   |                  |
| Año              | Lugar            | Medalla           | Prueba           |
| 2022             | Hangzhou (China) | Medalla de bronce | Equipo           |